# دان ميلر (لاعب كرة قدم أمريكية)
دان ميلر (بالإنجليزية: Dan Miller)‏ هو لاعب كرة قدم أمريكية أمريكي، ولد في 30 ديسمبر 1960 في ويست بالم بيتش في الولايات المتحدة.

## وصلات خارجية
- دان ميلر على موقع مرجع كرة القدم المحترفة.كوم (الإنجليزية)